# Jungle (2000 película)
Jungle es una película de suspenso de supervivencia india de 2000 Jungle es una película india de suspense y supervivencia del año 2000 producida y dirigida por Ram Gopal Varma. La película trata de un grupo de bandidos, liderados por el bandido de la selva, "Durga Narayan Chaudhary" (Sushant Singh), que tiene como rehenes a un grupo de turistas. Está protagonizada por Suniel Shetty como Shivraj, el jefe de policía, Urmila Matondkar como Anu Malhotra, una de las rehenes, y Fardeen Khan como Siddhu, su interés amoroso. El reparto de la película ha recibido críticas positivas en su estreno y ha sido declarado un éxito.
Jungle recibió muchos elogios y nominaciones, incluido el premio Filmfare a la mejor banda sonora en la 46ª edición de los premios Filmfare. Por su interpretación, Sushant Singh ganó el premio IIFA y el premio Zee Cine a la mejor interpretación en un papel negativo.

## Argumento
Anu Malhotra (Urmila Matondkar) y Siddharth "Siddhu" Mishra (Fardeen Khan) están enamorados y les gustaría casarse. Anu está dispuesta a informar a sus padres sobre su futuro compañero de vida, pero todo queda en suspenso, ya que la familia decide salir en una expedición de safari en grupo. Siddhu también decide ir de incógnito. El grupo consigue ver la vida salvaje desde una distancia bastante cercana.
La tragedia llega cuando el grupo (excepto Siddhu) es secuestrado por el bandido Durga Narayan Choudhary (Sushant Singh) y su banda. Los bandidos cometen atrocidades con los secuestrados y finalmente decapitan a una de las mujeres para aterrorizar al gobierno y pedir un rescate, así como la liberación de uno de sus hombres que está bajo custodia policial. Una vez satisfechas sus exigencias, los bandidos liberan a los demás rehenes, excepto a Anu, que empieza a gustar al jefe Durga Narayan Choudhary. Esto es inaceptable por su novia Bali (Kashmera Shah), la única mujer bandido de la banda. Cuando Siddhu no encuentra a Anu entre los rehenes liberados, envía al proveedor ilegal de armas Dorai (Makrand Deshpande) a solicitar a Durga Narayan Choudhary la liberación de Anu. Sigue en secreto a Dorai y finalmente llega a Anu. En la conmoción subsiguiente, consigue huir con ella, con los bandidos en su persecución. Siguen buscando la salida del denso bosque.
Mientras tanto, los matones empiezan a reducirse en número a medida que son abatidos uno a uno durante los repetidos encuentros con la policía. Finalmente, Durga es la única que queda. Todavía loco por Anu, la busca. Está a punto de llevarse a Anu una vez más, pero es interceptado por Shivraj (Sunil Shetty), al que acaba asesinando, pero finalmente Siddhu golpea a Durga y es detenido. Se reencuentra con Anu y la película termina con una nota feliz.

## Reparto
- Sunil Shetty as Shivraj
- Fardeen Khan as Siddharth "Siddhu" Mishra
- Urmila Matondkar as Anu Malhotra
- Makrand Deshpande as Doraiswamy 'Madrasi'
- Sushant Singh as Durga Narayan Chaudhary
- Kashmera Shah as Bali
- Himanshu Malik as Pawan
- Raju Kher as Mr. Malhotra
- Swati Chitnis as Mrs. Malhotra
- Rajpal Yadav as Sippa
- Vijay Raaz as Deshu
- Ram Awana as Jinda
- Gurinder Makna as Makna
- Sanjay Kumar as Phoda
- Anil Yadav as Bhura
- Avtar Gill as Minister
- Nawazuddin Siddiqui as Khabri

## Recepción

### Recepción de la crítica
Jungle recibió en general críticas positivas de los críticos. Taran Adarsh, de Bollywood Hungama, le dio 3,5 de 5 estrellas y escribió: "El director Ram Gopal Varma se merece una palmadita en la espalda por elegir un tema poco convencional, apostar por un reparto de estrellas que no hará latir más rápido el corazón de los distribuidores y tratar el tema con la máxima honestidad. Afirmar que este es su mejor esfuerzo, mejor que Shiva, Rangeela y Satya, sería absolutamente correcto... Cada personaje de Jungle tiene un papel bien definido, por lo que cada actuación destaca al final". Aparajita Saha, de Rediff, dijo: "Jungle es una película en la que la violencia es creíble, la tensión palpable, las emociones creíbles y las actuaciones reales".

## Banda sonora
La música de la película fue compuesta por Sandeep Chowta y Sameer escribió la letra.
| # | Título                | Cantante(s)                                                      |
| - | --------------------- | ---------------------------------------------------------------- |
| 1 | "Jaan Kahan Hai Tu"   | Kumar Sanu, Sunidhi Chauhan                                      |
| 2 | "Aiyo Aiyo Rama"      | Sonu Nigam, Sunidhi Chauhan, Sowmya Raoh, Makrand Deshpande      |
| 3 | "Haz Pyar Karne Wale" | Sonu Nigam, Sunidhi Chauhan                                      |
| 4 | "Patli Kamar"         | Sukhwinder Singh, Sapna Awasthi, Sandeep Chowta, Jolly Mukherjee |
| 5 | "Peli Baar"           | Sonu Nigam, Sunidhi Chauhan                                      |
| 6 | "Lo siento, baba"     | Sonu Nigam, Sadhana Sargam                                       |

## Premios y nominaciones
| Otorgar                                                  | Fecha [lower-alpha 1] | Categoría                        | Destinatario(s) y nominado(s) | Ref.              | Resultado |
| Premios Filmfare                                         | 17 de febrero de 2001 | Mejor puntaje de fondo           | Sandeep Chowta                |                   | Ganador   |
| Premios de la Academia Internacional de Cine de la India | 16 de junio de 2001   | Mejor actor en un papel negativo | Sushant Singh                 | [ 4 ] [ 5 ] [ 6 ] | Ganador   |
| Premios de pantalla                                      | 20 de enero de 2001   | mejor director                   | Ram Gopal Varma               | [ 7 ]             | Nominado  |
| Premios de pantalla                                      | 20 de enero de 2001   | Mejor actor en un papel negativo | Rajpal Yadav                  | [ 7 ]             | Ganador   |
| Premios de pantalla                                      | 20 de enero de 2001   | Mejor actor en un papel negativo | Kashmera Shah                 | [ 7 ]             | Nominado  |
| Premios de pantalla                                      | 20 de enero de 2001   | Mejor acción                     | Allan Amin                    | [ 7 ]             | Nominado  |
| Premios de pantalla                                      | 20 de enero de 2001   | Mejor música de fondo            | NominadoSandeep Chowta        | [ 7 ]             | Nominado  |
| Premios de pantalla                                      | 20 de enero de 2001   | Mejor edición                    | Chandan Arora                 | [ 7 ]             | Nominado  |
| Premios de pantalla                                      | 20 de enero de 2001   | Mejor guion                      | Jaideep Sahni                 | [ 7 ]             | Nominado  |
| Premios de pantalla                                      | 20 de enero de 2001   | Mejor diseño de sonido           | Dwarak Warrier                | [ 7 ]             | Nominado  |
| Premios Zee Cine                                         | 3 de marzo de 2001    | Mejor actor en un papel negativo | Sushant Singh                 | [ 8 ]             | Ganador   |